# Altay (танк)
Altay (укр. Алтай) — основний бойовий танк розробки та виробництва підприємств турецького ОПК, перші серійні зразки надійшли на озброєння збройних сил Туреччини в квітні 2023 року.

## Історія
Танк названий на честь турецького військового генерала Фахретина Алтая, учасника війни за незалежність Туреччини (1919—1923 р.) Прототипом танка став корейський К2 «чорна пантера».
Програму мали виконати за 54 місяці. У березні 2007 був підписаний контракт між міністерством оборони Туреччини і компанією Otokar, яка своєю чергою 11 травня 2011 уклала контракт із південнокорейською фірмою Hyundai Rotem про спільне виробництво. Проте в процесі роботи виникли деякі складнощі, зокрема із двигуном для машини. Багатомісячні перемовини з японською компанією «Mitsubishi Heavy Industries» не дали результатів. Але згодом Туреччина озвучила, що двигун на танк буде власного виробництва. У липні 2012 оголосили, що виробництво перших прототипів розпочнуть уже восени, й у жовтні в мережі з'явилися перші фото танка.
Орієнтовна вартість проєкту $500 млн, одного танка $5,5 млн.

### Пошук двигуна
Прототип турецького танка працював на німецькому дизельному двигуні від MTU Friedrichshafen GmbH потужністю 1500 кінських сил. Саме його планувалось встановлювати на серійні бойові машини, але переговори з німецьким виробником припинилось через ембарго, введене за участь Туреччини у громадянській війні в Сирії.
Уже перед початком серійного виробництва Туреччина зіткнулася з проблемою пошуку нового двигуна для свого танка після припинення співпраці між турецьким виробником двигунів «Tumosan» і австрійською фірмою. Однак 14 березня 2017 року був підписаний меморандум про порозуміння між главами урядів України і Туреччини, згідно з яким для турецького танка Україна поставить двигуни 6ТД-3.
Проте в березні 2018 року стало відомо, що Оборонний секретаріат Туреччини (SSM) вирішив укласти контракт з BMC Defence Industry (Туреччина — Катар) на виробництво 250 танків «Алтай». Також у проєкті братимуть участь німецька Rheinmetall та малайзійська Etika Strategi Sdn Bhd. Ці компанії утворять консорціум Rheinmetall BMC Savunma Sanayi ve Tic AŞ (RBSS) для розробки та серійного виробництва двигунів для цих танків.
У січні 2021 року стало відомо, що цього року Туреччина представить національний двигун до танка Altay; його силову установку, названу Batu, розробляє компанія BMC. BMC підписав контракт з SSB на виготовлення нового танка 13 червня 2018 року, після чого компанія розпочала роботи над новим двигуном потужністю 1600 к.с., а партнером у співпраці називають італійського виробника Fiat/Iveco.
Batu — це силовий агрегат, розроблений турецькою компанією BMC, включаючи дизельний двигун та автоматичну коробку передач.
У березні 2021 року голова оборонної промисловості (SSB) Ісмаїл Демір повідомив, що турецька сторона веде переговори з Південною Кореєю щодо постачання силової установки для майбутньої інтеграції у турецький танк. За анонсом опрацьовується питання встановлення на турецький танк південнокорейського 4-тактного 12-циліндрового дизельного двигуна з водяним охолодженням Doosan Infracore DV27K потужністю 1500 кінських сил взамін німецького на прототипі бойової машини.
Однак, в листопаді 2022 року деякі ЗМІ повідомили про начебто існування проблем з отриманням двигунів з трансмісією з Південної Кореї.

## Оператори
- Туреччина: 4 прототипи, замовлення 250 одиниць, опціон на розширення замовлення до 1000 одиниць.

### Туреччина
Через різні затримки в розробці та налагодженні виробництва, перші два серійних танки передані турецьким військовим 23 квітня 2023 року.